# Laguna de la Nava de Fuentes
La Laguna de la Nava, ou Mar de Campos (mer des champs), était à l'origine une grande lagune steppique d'une surface moyenne d'environ 2500 hectares (qui pouvait atteindre 5000 hectares les années pluvieuses) située au sud-ouest de la province de Palencia et qui était l'une des plus grandes zones humides de la péninsule. Après plusieurs tentatives d'assèchement, elle a finalement disparu en tant que zone humide en 1968 pour faire place à de nouvelles terres cultivées,.
Cependant, à partir de l'année 1990, un projet réussi de récupération de la zone humide voit le jour, mené à terme par la Fondation Globale Nature (ONG espagnole, membre du Global Nature Fund) et plusieurs administrations, par lequel sont restitués environ 400 hectares (à l'hiver 2008) moyennant une gestion qui imite les cycles naturels. L'objectif à long terme du projet serait la récupération intégrale de la zone humide.
La lagune est intégrée dans la Zone spéciale de protection pour les oiseaux (ZEPA) Natura 2000 dénommée La Nava - Campos Norte.

## Histoire
La zone humide a eu une surface considérable, puisqu'elle atteignait 5000 hectares lors de saisons spécialement pluvieuses. Ses terres appartenaient à cinq villages: Grijota, Villaumbrales, Becerril de Campos, Villamartín de Campos et Mazariegos, avec une autre zone située au nord-ouest de ce corps lagunaire connue sous le nom de Cabritones et appartenant à Fuentes de Nava. Cette deuxième lagune s'unissait aux terres des cinq villages lors des années à fortes précipitations.
On trouve une description concise de cette lagune dans le Dictionnaire Géographique-Statistique-Historique de l'Espagne et ses possessions d'Outremer de Pascual Madoz (1852) qui a écrit sur la Nava:

« ...occupant 2800 obradas (ancienne mesure agraire de Castille, équivalent à 4000 m2) de terrain, lesquelles forment une lagune de grande considération..'. 'Durant les hivers très pluvieux la lagune a une profondeur de plus de 6 pieds d'eau; lorsqu'ils sont peu pluvieux le sol est généralement sec, et couvert d'herbe'. 'La Nava produit des pâturages riches et abondants où s'alimentent tous les ans plus de 20 000 têtes de bétail ovin, bovin, équin et mulassier...'. 'Elle sert d'asile, spécialement en hiver, à une infinité d'espèces d'oiseaux aquatiques et de formes variées, parmi lesquelles on observe trois sortes d'oies, autant de canards, (...) des hiboux dont le croassement ressemble au mugissement des taureaux, des martinets d'eau, des bécasseaux et d'autres oiseaux très hauts en couleur et inconnus dans le reste du pays.' »

Les tentatives d'assèchement de cette zone humide pour la consacrer à des terres agricoles ont très été nombreuses, dès l'époque des Rois Catholiques, l'assèchement ayant lieu définitivement en 1968.
En 1990, la Fondation Globale Nature a entamé la tâche de récupération de cette zone humide. Peu de temps après le Cabinet de l'Environnement de la Junte de Castille-et-Léon a assumé l'objectif de récupération partielle de la zone, et en a fait l'un des meilleurs exemples de restauration d'anciennes zones humides en Espagne. Depuis le début du projet, un peu plus de 15% de la surface originelle a pu être récupéré.

## Géographie

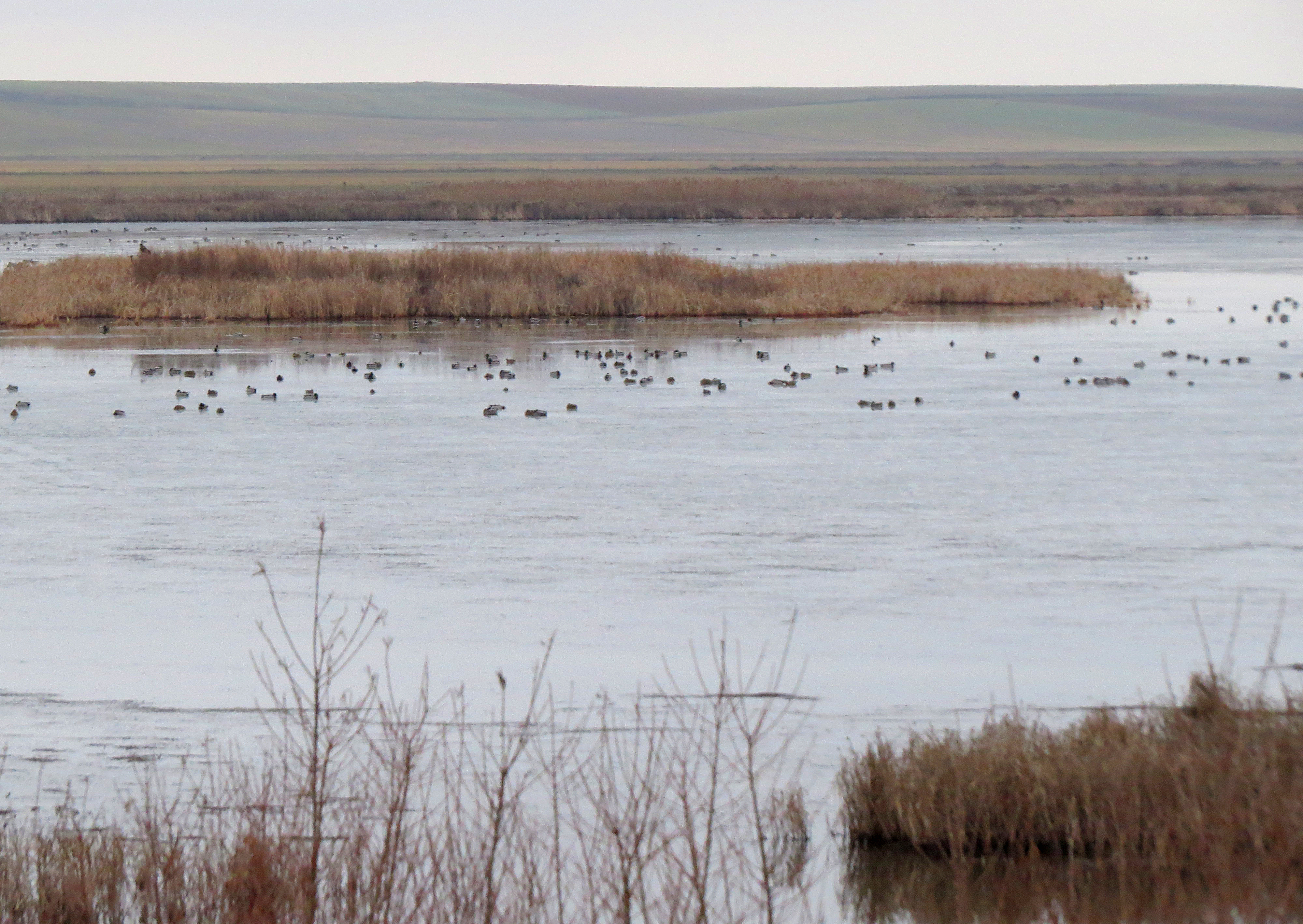
Dans la zone humide résident de façon permanente et stationnaire de nombreuses espèces d'oiseaux.

La zone humide est située dans le bassin du Douro, précisément dans le bassin de la rivière Retortillo, affluent par la gauche du Valdeginate, qui est tributaire du Carrión.
En ce qui concerne son caractère, l'actuelle Lagune de la Nava de Fuentes est une lagune steppique, avec un régime hydrologique annuel contrôlé artificiellement, car l'apport de précipitations est minime et clairement insuffisant. C'est une lagune de faible profondeur, environ 40 cm en moyenne, qui reste en eau à partir de l'automne jusqu'à ce qu'elle sèche pendant l'été.
L'eau qui s'introduit dans les cuvettes lagunaires provient en majeure partie du Canal de Castille. Depuis le Canal, l'eau se détourne vers la rivière Retortillo, qui la véhicule sur plusieurs kilomètres. Dans le barrage de La Quebrantada, l'eau dérive vers le ruisseau Carrepadilla, qui approvisionne la lagune moyennant un système complexe de vannes et de syphons. La lagune est entourée par un système de digues en terre, qui la divise en trois zones, pouvant être gérées de façon indépendante.
La ville la plus proche est la capitale provinciale, Palencia, située légèrement au sud-est de la zone humide, à 25 km de distance.

## Faune et flore

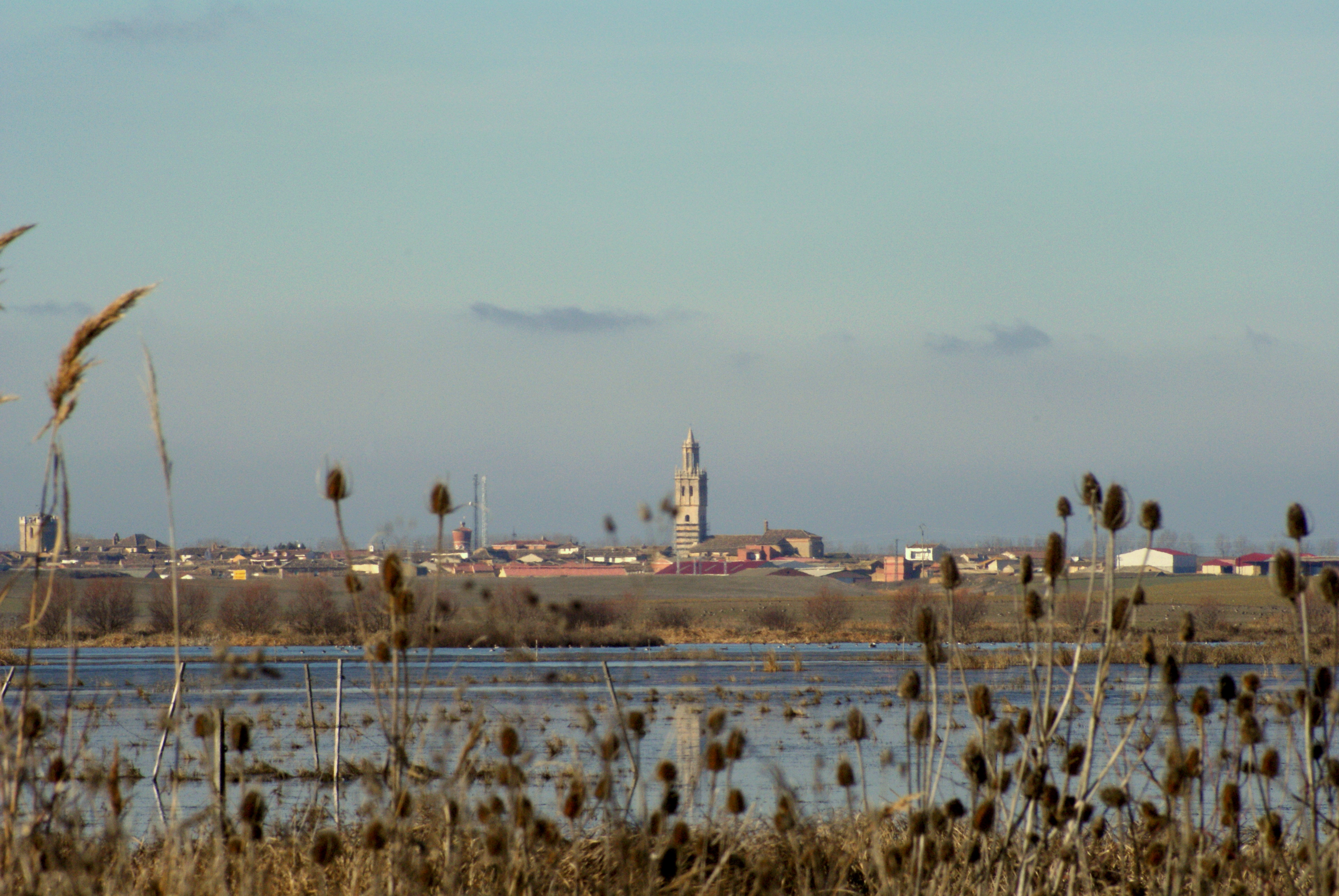
La lagune est la troisième zone la plus importante d'hivernage de l'oie cendrée sur toute la péninsule ibérique, avec des concentrations allant de 10 000 à 12 000 individus chaque hiver.

La lagune accueille d'immenses contingents d'oiseaux aquatiques, et il existe actuellement un recensement de 222 espèces d'oiseaux, ce qui correspond à 41 % de toutes les espèces présentes en Espagne, îles comprises.
La zone est d'importance internationale pour l'oie cendrée (Anser anser), avec des concentrations annuelles de 10 000 à 12 000 individus. Elle accueille spécialement des anatidés et des bécasseaux (pouvant atteindre jusqu'à 20 000 oiseaux), surtout pendant la période hivernale et les passages migratoires de printemps et d'automne. Il faut souligner aussi son importance pendant l'été, époque plus défavorable pour les espèces aquatiques. A cette époque de l'année, la Nava est l'un des rares lieux où elles trouvent un habitat et des conditions favorables sur le plan national.
Parmi les espèces qui visitent la lagune se trouvent notamment: l'oie naine (Anser erythropus), le faucon crécerelle (Falco naumanni), la grande outarde (Otis tarde, dont 1500 individus ont été recensés en 2012) et l'érismature à tête blanche (Oxyura leucocephala), la spatule blanche (Platalea leucorodia), le butor étoilé (Botaurus stellaris), le crabier chevelu (Ardeola ralloides), des passages de cigogne noire (Ciconia nigra), le canard chipeau (Anas strepera) ou la guifette moustac (Chlidonias hybridus). Un autre oiseau dont le passage en migration est important est le phragmite aquatique (Acrocephalus paludicola), qui était considéré en danger et sur lequel il n'y avait pas beaucoup d'information. Pour ces motifs, un Projet Life de l'UE a été accordé pour la Conservation du phragmite aquatique dans la ZEPA "La Nava - Campos" entre les années 2002 et 2006, qui fut mené à bien par la Fondation Globale Nature.
Parmi la flore, il faut souligner la présence d'espèces rares et en danger d'extinction, telles la Chara oedophylla et d'autres macrophytes aquatiques comme la Zannichellia obtusifolia,. Il convient de mentionner également la présence d'une aquatique émergente, Butomus umbelatus, plante rare et en régression dans la péninsule ibérique.

## Gestion
La Mairie de Fuentes de Nava a établi une convention avec la Junte de Castille-et-Léon, par laquelle elle reçoit de celle-ci 48 000 euros annuels.

## Problèmes de conservation
L'un des principaux problèmes de conservation est sans aucun doute l'excessive accumulation de matière organique causée par les prairies de Carex divisa. Cette grande quantité de matière organique ralentit et empêche l'installation de la végétation subaquatique, en rendant impossible l'enracinement des plantules. En plus, une telle quantité de matière organique met plusieurs années à se dégrader et donc provoque l'augmentation de l'eutrophie des eaux. Ce problème exige une gestion continue qui permette de contrôler et d'éliminer une partie des apports végétaux qui s'accumulent année après année. Le Cabinet d'Environnement réalise un contrôle périodique par la moisson, le brûlis et le pâturage d'une grande partie de la surface de la zone humide.

## Figures de protection
- Site Ramsar
- Zone spéciale de protection pour les oiseaux La Nava-Campos Nord de 54 935 hectares, code ES4140036, qui est aussi LIC par Accord du Conseil de Gouvernement de 31-8-2000.